# James William Barlow
Pour les articles homonymes, voir Barlow.
Œuvres principales
- History of a World of Immortals Without a God

James William Barlow, né le 21 octobre 1826 à Dublin et mort le 4 juillet 1913 à Raheny (Dublin), est un écrivain irlandais de science-fiction.
Il est connu pour avoir écrit le roman History of a World of Immortals Without a God (1891) sous le pseudonyme d’Antares Skorpios. L'ouvrage a été réédité en 1909 sous le titre The Immortals' Great Quest.